# Candaule
Cet article possède un paronyme, voir Candolle.
Candaule (en grec ancien Κανδαύλης / Kandaúlês), aussi connu sous le nom de Sadyatte (Σαδυατης / Saduatês) ou encore Myrsile (Μυρσίλος / Mursílos), est un roi semi-légendaire de Lydie, ayant régné vers le VIIIe siècle av. J.-C. Il est le dernier souverain de la dynastie des Héraclides qui prétendaient descendre d'Héraclès. Il est assassiné par Gygès qui lui succède et fonde la dynastie des Mermnades. Selon Hérodote, il est fils de Myrsos.
Sa légende a donné naissance au terme de candaulisme, pratique sexuelle dans laquelle l'homme ressent une excitation sexuelle en exposant ou partageant sa compagne avec d'autres hommes.

## Traditions littéraires

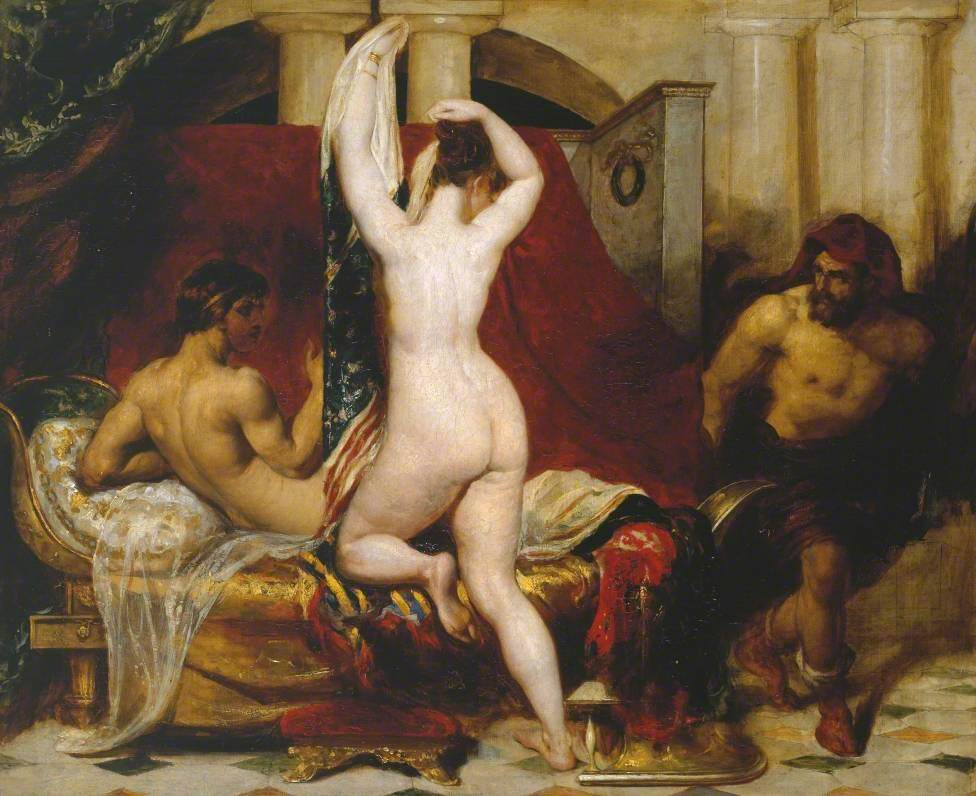
Candaule roi de Lydie montrant sa femme à Gygès, par William Etty.

Si toutes les traditions racontent son assassinat et sa succession par Gygès, il existe de nombreuses versions de cet événement.

### Hérodote d'après Archiloque de Paros

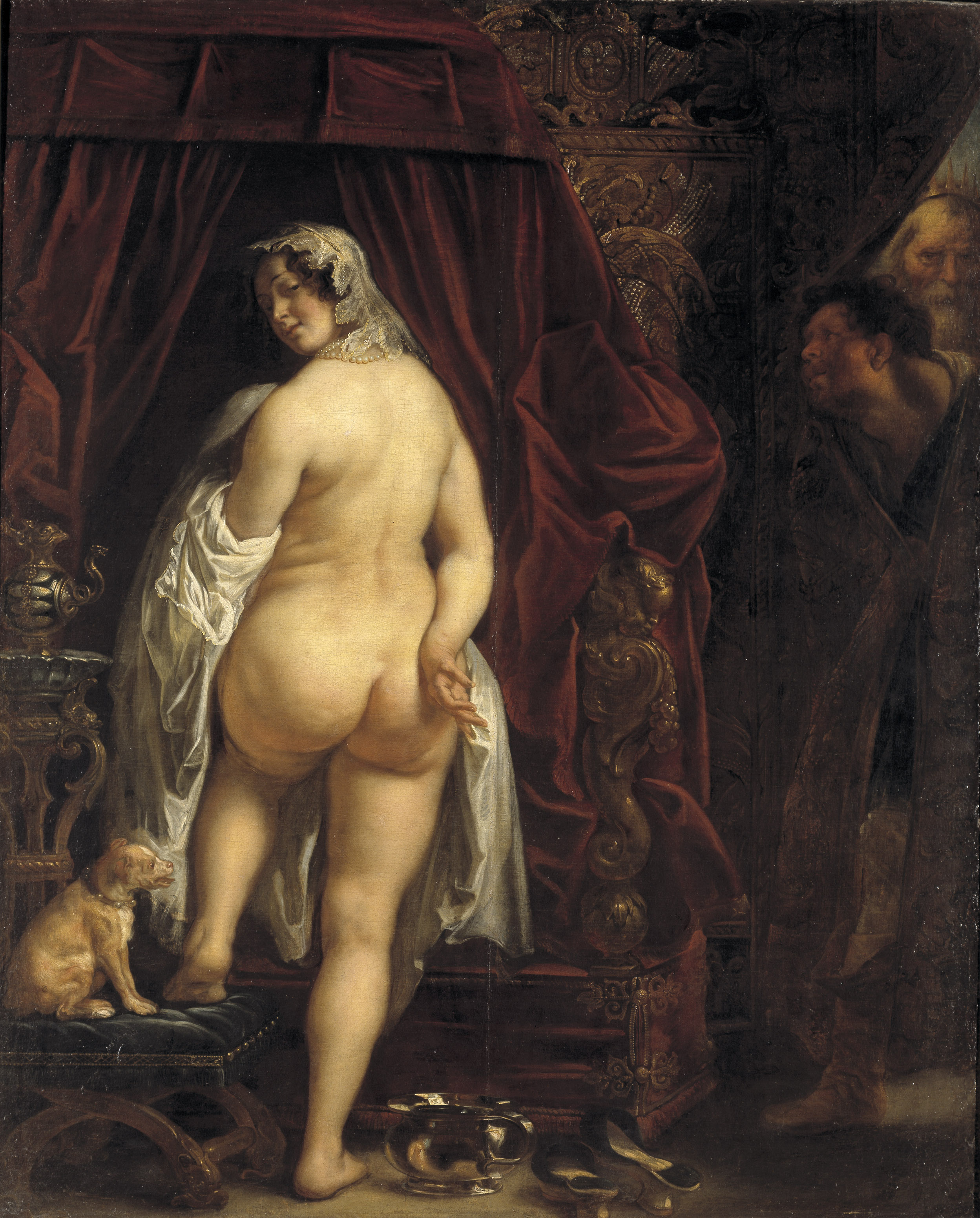
Le Roi Candaule de Lydie montrant sa femme à Gygès, par Jacob Jordaens.

C'est la version qui a le plus inspiré les artistes en raison de son fort pouvoir érotique, Hérodote la raconte d'après une poésie perdue d'Archiloque de Paros.
Le roi Candaule trouvait sa femme plus belle que toutes les autres. Sans cesse, il vantait à Gygès, officier de sa garde du corps, les charmes de son épouse et un jour, il l'invita à se convaincre, de visu, de la beauté de celle-ci. Gygès refusa l'offre sacrilège mais le roi insista. Dissimulé derrière la porte de la chambre nuptiale, Gygès assista au coucher de la reine. Mais, au moment où il s'esquivait, la souveraine l'aperçut. Feignant de n'avoir rien remarqué et persuadée que son mari avait voulu l'humilier, elle jura de se venger. Le lendemain matin, elle convoqua Gygès et lui offrit l'alternative d'être exécuté ou de tuer Candaule, de s'emparer du trône et de l'épouser. Gygès refusa d'abord l'offre de la reine, puis, devant son insistance, il se résolut à tuer Candaule. La reine le cacha à l'endroit où il s'était dissimulé la veille ; Candaule mourut, poignardé par Gygès durant son sommeil. Quand il fut installé sur le trône, Gygès se heurta à des adversaires. Ceux-ci acceptèrent de soumettre le cas à l'oracle de Delphes. L'oracle confirma Gygès dans sa royauté.
C'est cette version qui a donné naissance au terme de candaulisme.

### Platon
C'est Platon qui donne la version la plus surnaturelle : Gygès était un berger qui trouve un jour une bague magique au doigt du cadavre d'un géant. Cette bague (l'anneau de Gygès) donnait le pouvoir d'invisibilité à celui qui la portait. Gygès s'en sert pour commettre l’adultère avec la femme du roi, puis complote avec elle pour tuer le roi et s’empare ainsi du pouvoir.

### Plutarque
Plutarque cite deux fois l'histoire de Candaule : 

« L'amour ressemble à l'ivresse […] Persuadés comme ils le sont, ils veulent persuader à tous, que c'est une perfection que l'objet de leur tendresse. Ce fut ce qui détermina le Lydien Candaule à introduire Gygès dans son appartement, pour lui faire voir sa femme. On veut avoir le témoignage des autres. C'est pour cela que quand les amoureux entreprennent la louange de la beauté qui les a séduits, ils la rehaussent par de la poésie au langage cadencé, par le chant, comme on dore les statues pour les embellir. »

« Hercule, après avoir tué Hippolyte, lui enleva, avec le reste de son armure, une hache dont il fit présent à Omphale. Les rois de Lydie successeurs d'Omphale la portèrent depuis comme un ornement sacré, jusqu'à Candaule, qui, se souciant peu de cette marque de dignité, la fit porter par un de ses courtisans. Lorsque Gygès se révolta contre ce prince et lui déclara la guerre, Arsélis, roi des Myléens, vint avec des troupes au secours du rebelle, tua Candaule et l'officier qui portait la hache. »

## Nyssia, l'épouse de Candaule
Le nom de la femme de Candaule n'est pas donné par les auteurs précédents. Ptolémée Chennos la nomme Nyssia, nom que Théophile Gautier utilisera dans son conte et qui sera repris par les écrivains suivants. Si Nyssia est le nom habituellement attaché au mythe aujourd'hui, Pierre-Henri Larcher en cite cependant d'autres : « Quelques-uns disent qu'elle s'appelait Tudous, quelques autres Clytia, et Abas la nomme Abro. »
Larcher raconte pourquoi Hérodote ne donne pas son nom : « Ils racontent qu'Hérodote cacha son nom, parce que Plésirrhoüs, qu'il aimait, était amoureux d'une personne d'Halicarnasse de ce nom. Ce jeune homme, désespéré de n'avoir pu toucher sa maîtresse, se pendit. Hérodote regarda le nom de Nyssia comme un nom odieux, et s'abstint par cette raison de le prononcer. ».

## Évocations artistiques
En raison de son fort pouvoir érotique, la scène de voyeurisme a très souvent inspiré les artistes, en particulier au XIXe siècle.

### Littérature

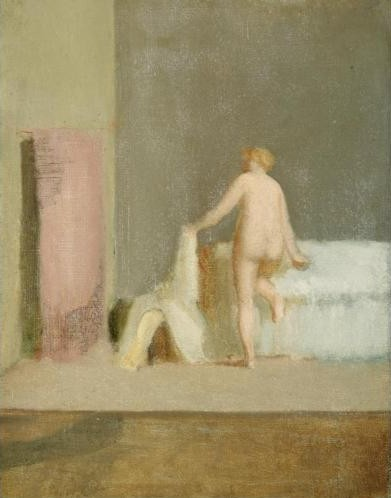
La Femme de Candaule, par Edgar Degas.

- L'Anneau de Gygès lire en ligne sur Gallica (1374) : conte de Boccace
- Vies des Dames galantes, Ire partie, discours premier (1666) : par Brantôme
- Le Roi Candaule et le maître en droit (1674) : Conte en vers de Jean de La Fontaine
- Dialogue de Candaule et Gigès in Nouveaux dialogues des morts (1683) : de Fontenelle
- L'Anneau de Gygès (1718) : Fables de Fénelon
- Histoire de l'anneau de Gygès in Histoire secrète des femmes galantes de l'antiquité, Volume 3, p171 (1726) : conte par F.N. Dubois, avocat au parlement de Rouen.
- Le Roi Candaule (1844): nouvelle de Théophile Gautier, très proche de l'histoire d'Hérodote[8]
- Candaule (1849) : Poème de Louis-Hyacinthe Bouilhet tiré du recueil Festons et astragales
- Monsieur Candaule lire en ligne sur Gallica (1893) : de Edmond Texier et Camille Le Senne
- Le Roi Candaule lire en ligne sur Gallica (1873), comédie en 1 acte, en prose, de Ludovic Halévy, créée le 9 avril 1873 au théâtre du Palais-Royal à Paris
- Le Roi Candaule (1901) : Drame en 3 actes d'André Gide, créé le 9 mai 1901 au théâtre de l'Œuvre à Paris[9]

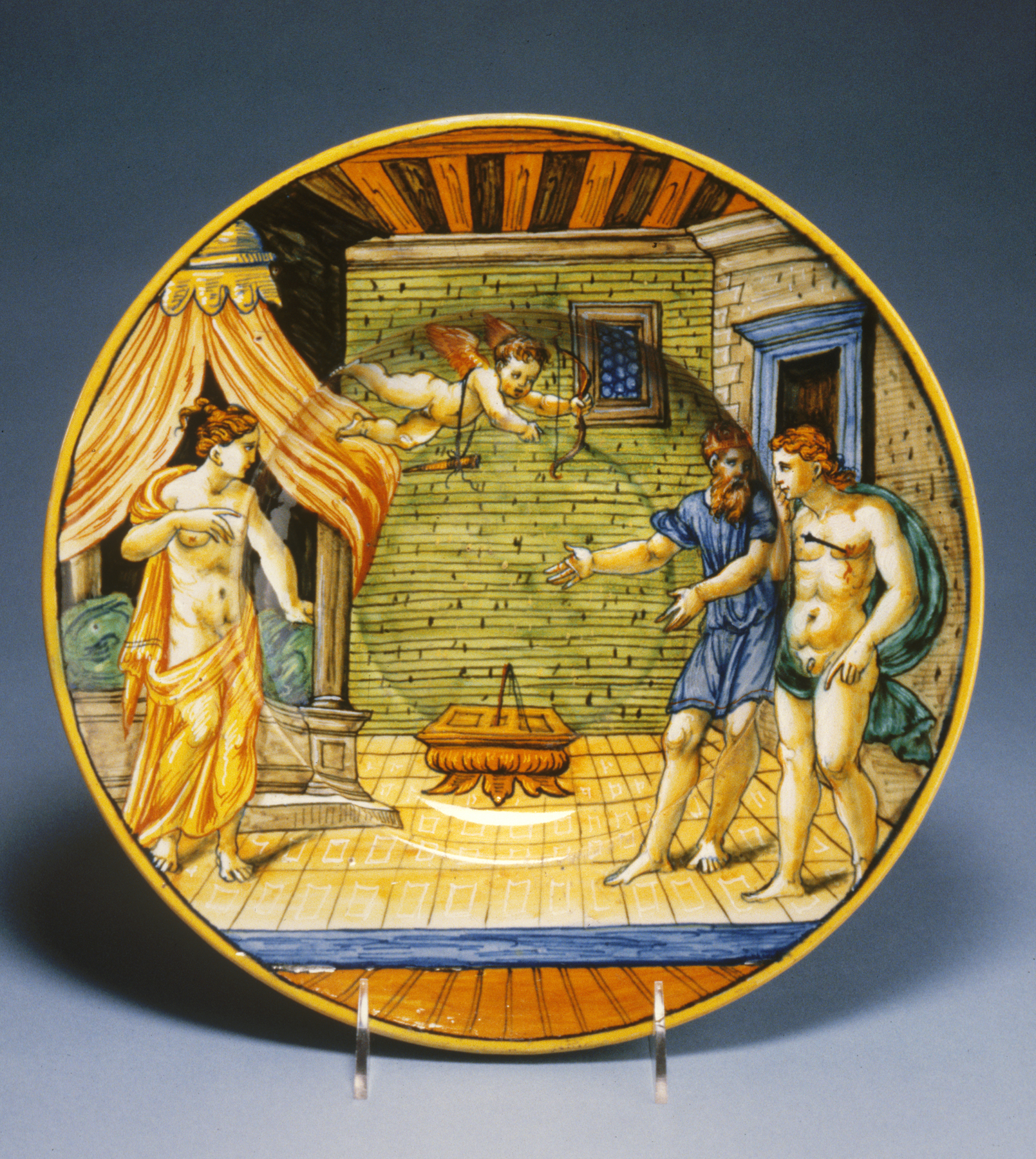
Plat avec le roi Candaule montrant sa femme Nyssia à Gygès, plat de Majolique d'un céramiste italien anonyme (entre 1540 et 1550).

### Opéra
- Der König Kandaules, en trois actes, op. 26, du compositeur Alexander von Zemlinsky, livret du compositeur d'après André Gide (1935/36, orchestration complétée par Antony Beaumont en 1992–96, première à Hambourg en 1996)

### Sculpture
- Nyssia (1848) : Sculpture de James Pradier au Musée Fabre de Montpellier
- Nyssia au bain (fin du XIXe siècle) : Sculpture de Eugène-Antoine Aizelin

### Céramique
- Plat avec le roi Candaule montrant sa femme Nyssia à Gygès (entre 1540 et 1550) : Majolique d'un céramiste italien anonyme

### Gravure et dessin
- La femme de Candaule, observée par le roi et Gygès (vers 1410) enluminure française, Bibliothèque de Genève Ms. fr. 190/1
- Candaule montrant sa femme à Gygès (XVe siècle) Maître de Rohan et collaborateurs
- Le roi Candaule et le maître en droit (1762) illustration de la fable de La Fontaine : gravure de Charles Eisen
- Le roi Candaule et le maître en droit (1685) illustration de la fable de La Fontaine : gravure de Romeyn de Hooghe
- Le roi Candaule et le maître en droit (vers 1770) illustration de la fable de La Fontaine : dessin de Jean-Honoré Fragonard
- Le roi Candaule (vers 1830), gravure d'après Achille Devéria
- Nyssia (édité vers 1860) lithographie de Louis Stanislas Marin-Lavigne.

### Peinture

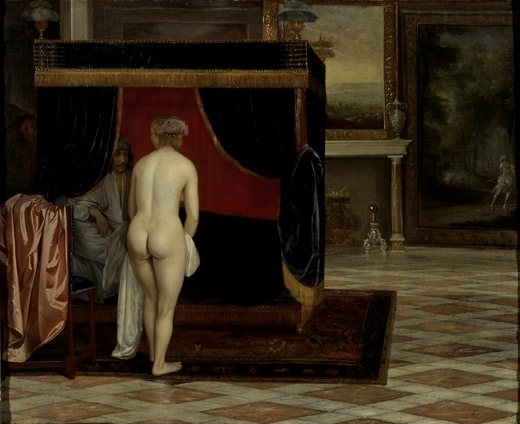
La Femme de Candaule et Gygès, par Eglon van der Neer.

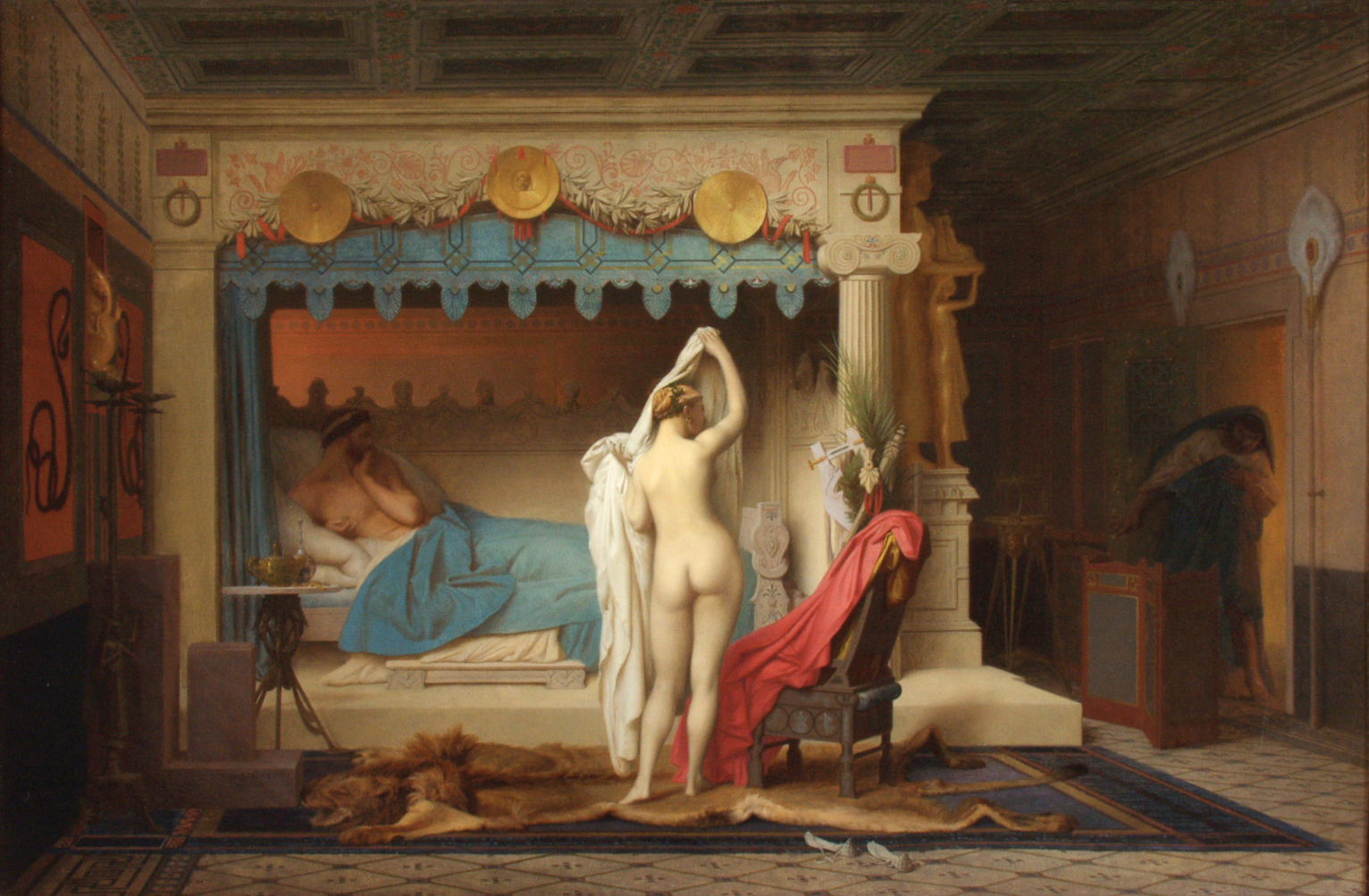
Le Roi Candaule, par Jean-Léon Gérôme.

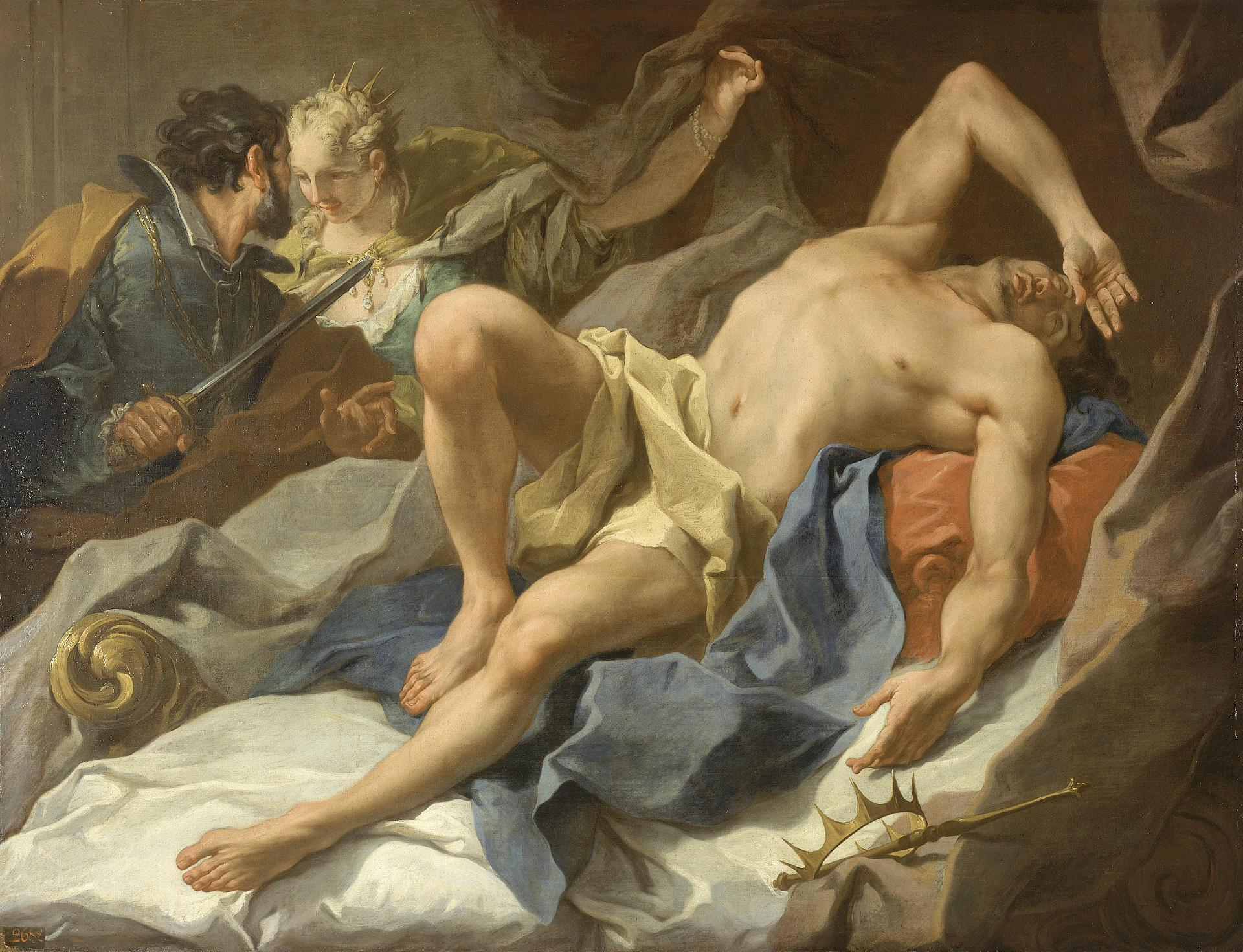
La Mort du roi Candaule, vers 1720
Giambattista Pittoni
Musée de l'Ermitage, Saint-Pétersbourg

- Gygès et Candaule (vers 1510) : peinture de Dosso Dossi, exposée à la Galerie Borghèse
- Gygès dans l’alcôve du roi Candaule (vers 1640) peinture de Francesco Furini
- Le Roi Candaule montrant sa femme à Gygès (vers 1645) peinture de Jacques Stella, exposée au Ringling Museum of Art de Sarasota
- Le Roi Candaule de Lydie montrant sa femme à Gygès (1647) peinture de Jacob Jordaens (Nationalmuseum Stockholm)
- Gyges und die Frau des Königs Kandaules (1675) peinture de Godfried Schalken
- Die Frau des Kandaules entdeckt den versteckten Gyges (1675) : peinture de Eglon van der Neer
- La Femme du roi Candaule montrée à Gygès (vers 1700) peinture attribuée à Arnold Houbraken
- Le Roi Candaule (deuxième moitié du XVIIe siècle) peinture de Pietro Liberi, exposé au Musée Ingres de Montauban
- Giambattista Pittoni : La Mort du roi Candaule, vers 1720, Musée de l'Ermitage, Saint-Pétersbourg[10]
- Candaules, King of Lydia, Shews his Wife by Stealth to Gyges, One of his Ministers, As She Goes to Bed (1820) : peinture de William Etty
- Le Roi Candaule et Gygès (1841) : peinture de Joseph Ferdinand Boissard de Boisdenier. Ce tableau exposé au Salon de 1841 serait à l'origine de la nouvelle de Théophile Gautier[11].
- Le roi Candaule (1845) : peinture de Charles Victoire Frederic Moench
- Candaule, roi de Lydie montrant la beauté de la reine à son confident Gyges (1850) : peinture de Théodore Chassériau
- La Femme de Candaule (1855) : esquisse pour une peinture d'Edgar Degas
- Le Roi Candaule (1859) : peinture de Jean-Léon Gérôme
- Le Mythe du roi Candaule (1864) : peinture de Charles-Désiré Hue
- La Mort du roi Candaule (1882) : peinture de Paul Louis Bouchard (1857-1937), exposée au Musée des Beaux-Arts National d'Asuncion au Paraguay.
- La femme du roi Candaule (1908) : peinture de Adolphe Weisz
- Candaule, roi de Lydie, montre furtivement sa femme à Gygès, un de ses ministres, alors qu'elle se couche peinture de l'anglais William Etty

### Cinéma et télévision
Le mythe a beaucoup moins inspiré les cinéastes que les peintres, signalons toutefois :
- Gyges en Kandaules : téléfilm néerlandais (1974) de Krijn ter Braak avec Maxim Hamel (Candaule), Krijn ter Braak (Gyges) et Cox Habbema (la reine)
- L'histoire d'Hérodote est racontée par Kristin Scott Thomas dans Le Patient anglais d'Anthony Minghella (1996)

### Politique
L'homme politique Henry de Lesquen propose, à partir de novembre 2017, de rendre en français par « candaule » le terme « cuck (en) » de l'alt-right américaine.